# Sorex ixtlanensis
Sorex ixtlanensis (мідиця Ікстлана) — вид роду мідиця.

## Поширення
Цей вид відомий з Оахака і Герреро в Мексиці. Зустрічається на висотах від 1900 м до принаймні 3000 м над рівнем моря. Живе в хвойних і сосново-дубових лісах з глибоким гумусом і опалим листям.

## Загрози та охорона
Вирубка лісів є головною загрозою для цього виду. Немає охоронних районів в межах ареалу цього виду.